# Subsecretari de stat în Guvernul Alexandru Averescu (3)
În Guvernul Alexandru Averescu (3) au fost incluși și subsecretari de stat, provenind de la diverse partide.

## Subsecretari de stat
- Subsecretar de stat la Ministerul de Interne

Mihail Berlescu (30 martie - 14 iulie 1926)
General Mihail Ionescu (14 iulie 1926 - 3 februarie 1927)
Victor Moldovan (15 martie - 4 iunie 1927)
- Subsecretar de stat la Ministerul de Interne

Constantin Bucșan (30 martie 1926 - 4 iunie 1927)
- Subsecretar de stat la Ministerul de Finanțe

Mihail Manoilescu (30 martie 1926 - 4 iunie 1927)
- Subsecretar de stat la Ministerul Agriculturii și Domeniilor

General Mihail Ionescu (30 martie - 14 iulie 1926)
Dimitrie Busuiocescu (14 iulie 1926 - 4 iunie 1927)
- Subsecretar de stat la Ministerul Comunicațiilor (pentru Căile Ferate Române)

General Mihail Ionescu (3 februarie - 4 iunie 1927)

## Sursa
- Stelian Neagoe - "Istoria guvernelor României de la începuturi - 1859 până în zilele noastre - 1995" (Ed. Machiavelli, București, 1995)

Format:Third Alexandru Averescu Cabinet